# Levens
Levens (italienisch Levenzo) ist eine französische Gemeinde mit 5366 Einwohnern (Stand 1. Januar 2022) im Département Alpes-Maritimes in der Region Provence-Alpes-Côte d’Azur; sie gehört zum Arrondissement Nizza und zum Kanton Tourrette-Levens. Sie ist Mitglied des Gemeindeverbandes Métropole Nice Côte d’Azur.

## Geografie
Levens liegt etwa 25 Kilometer nördlich von Nizza auf etwa 600 Metern Höhe, oberhalb des Zusammenflusses der Flüsse Estéron, Vésubie und Var.

## Geschichte
Levens war das Zentrum des ligurischen Stammes der Leponti; aus diesem Namen entwickelte sich Leventi zur Zeit der Römer und Leventio im Mittelalter. Der Ort lag am Weg von Cimiez (heute ein Ortsteil von Nizza) nach Saint-Martin-Lantosque, sein Zentrum ist heute die ehemalige Burg der Grafen von Provence.
Die Tempelritter errichteten in Levens nach 1135 die Commanderie Notre-Dame-des-Prés, sie wurden am 20. Januar 1307 auf Befehl Karl von Anjou festgenommen. Ab dem Ende des 14. Jahrhunderts wurde Levens von der Provence abgetrennt und teilte das Schicksal der Grafschaft Nizza. Der Ort kam unter die Herrschaft der Familie Grimaldi.

## Bevölkerungsentwicklung
| Jahr      | 1962 | 1968 | 1975 | 1982 | 1990 | 1999 | 2007 | 2012 | 2018 |
| Einwohner | 1223 | 1299 | 1422 | 1800 | 2686 | 3700 | 4545 | 4821 | 4726 |

## Sehenswürdigkeiten
- Innerorts
  - Reste der alten Burg
  - Kirche Saint-Antonin, erstmals erwähnt 1286
  - Kapelle der Pénitents blancs (Anfang 14. Jahrhundert)
  - Kapelle der Pénitents noirs (Ende 16. Jahrhundert)

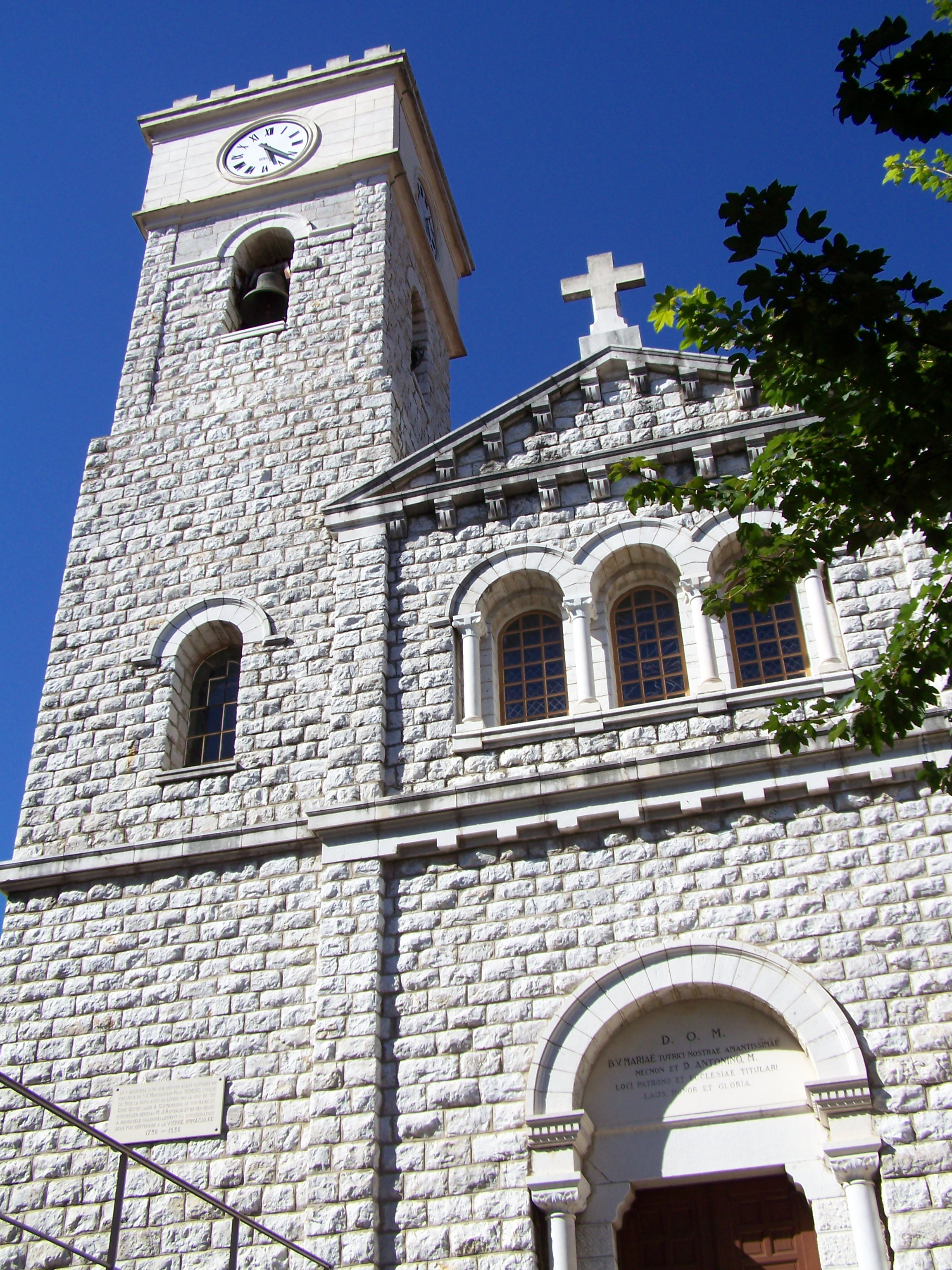
Kirche Saint-Antonin
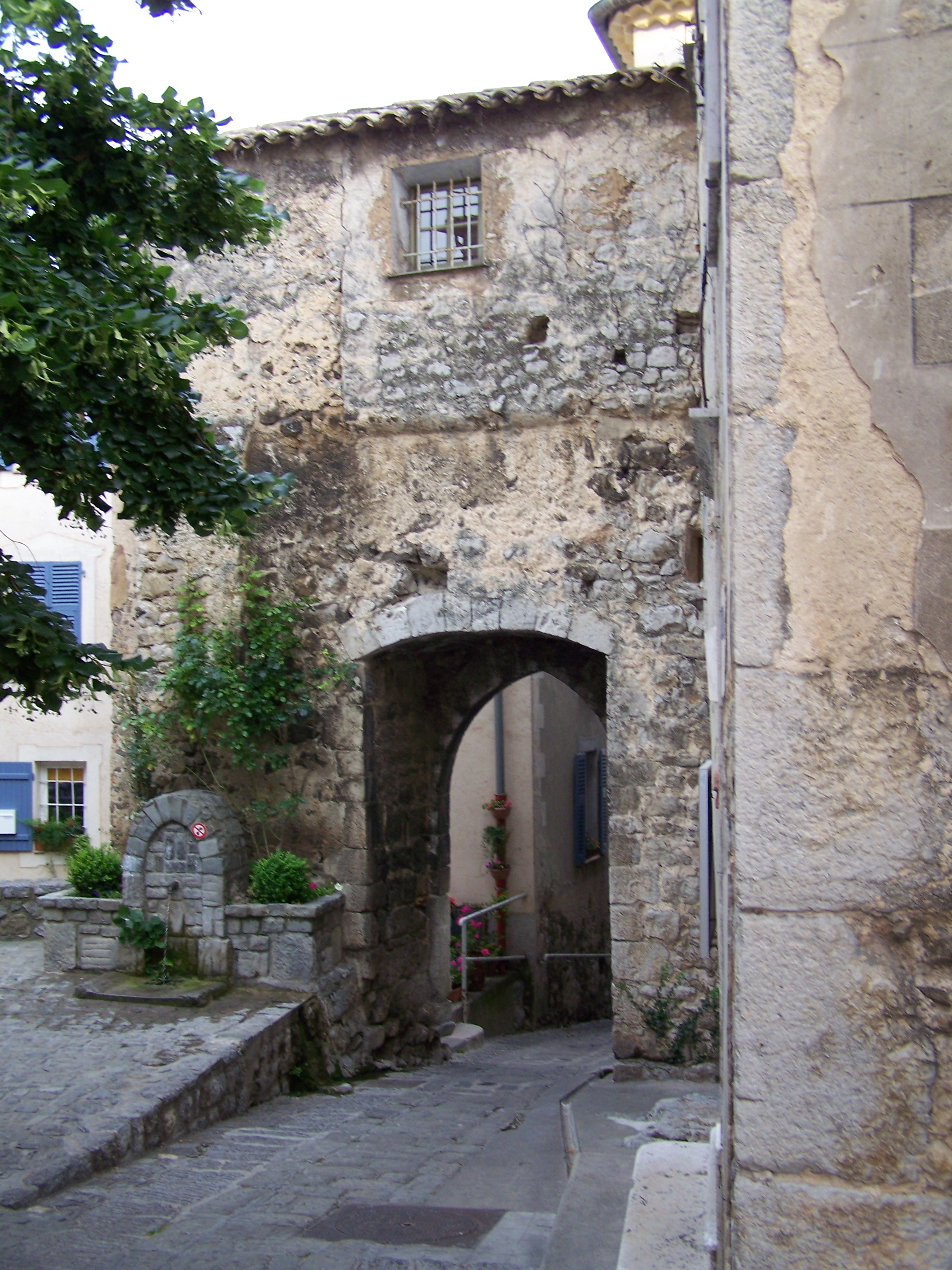
Mittelalterliches Stadttor
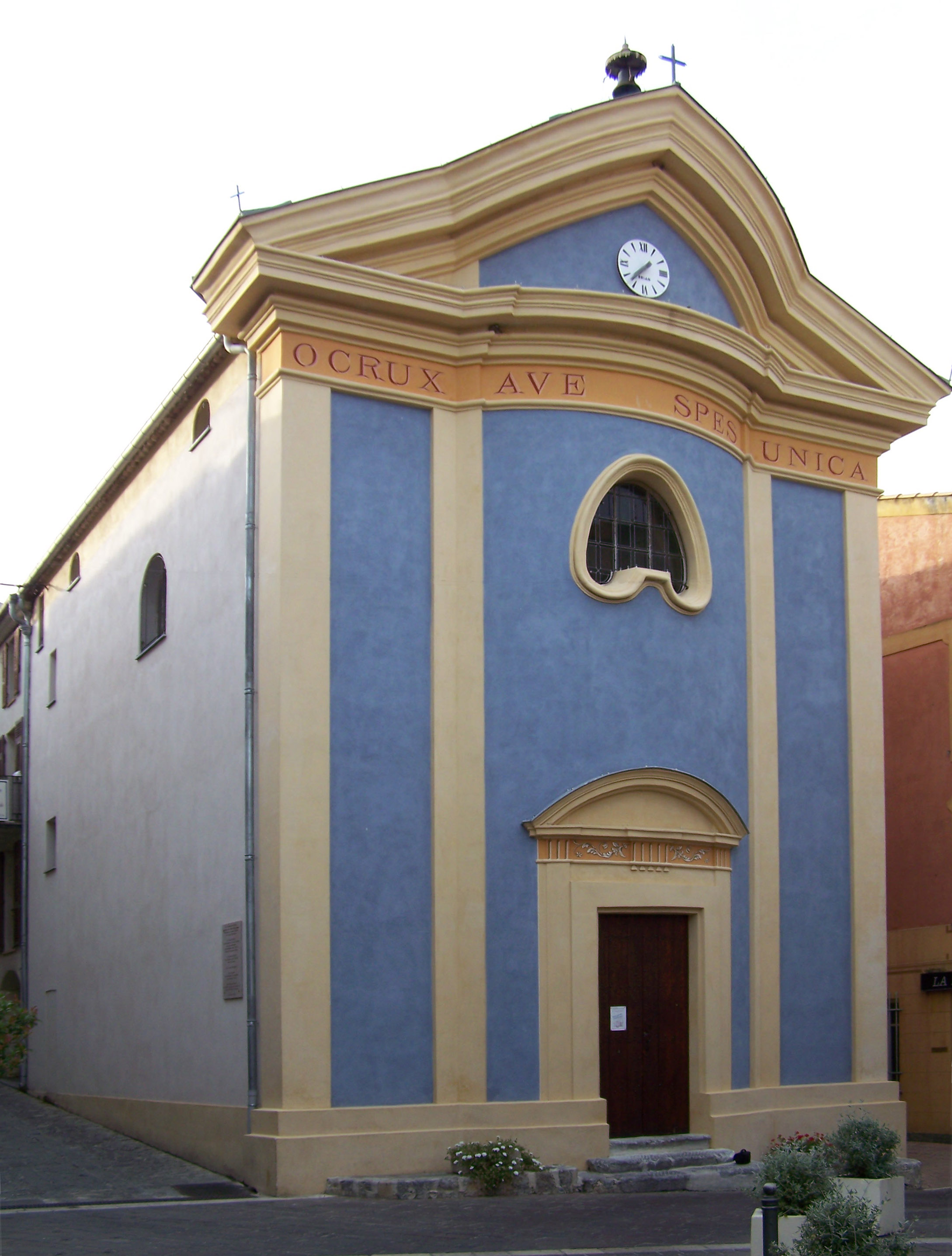
Kapelle der Pénitents blancs
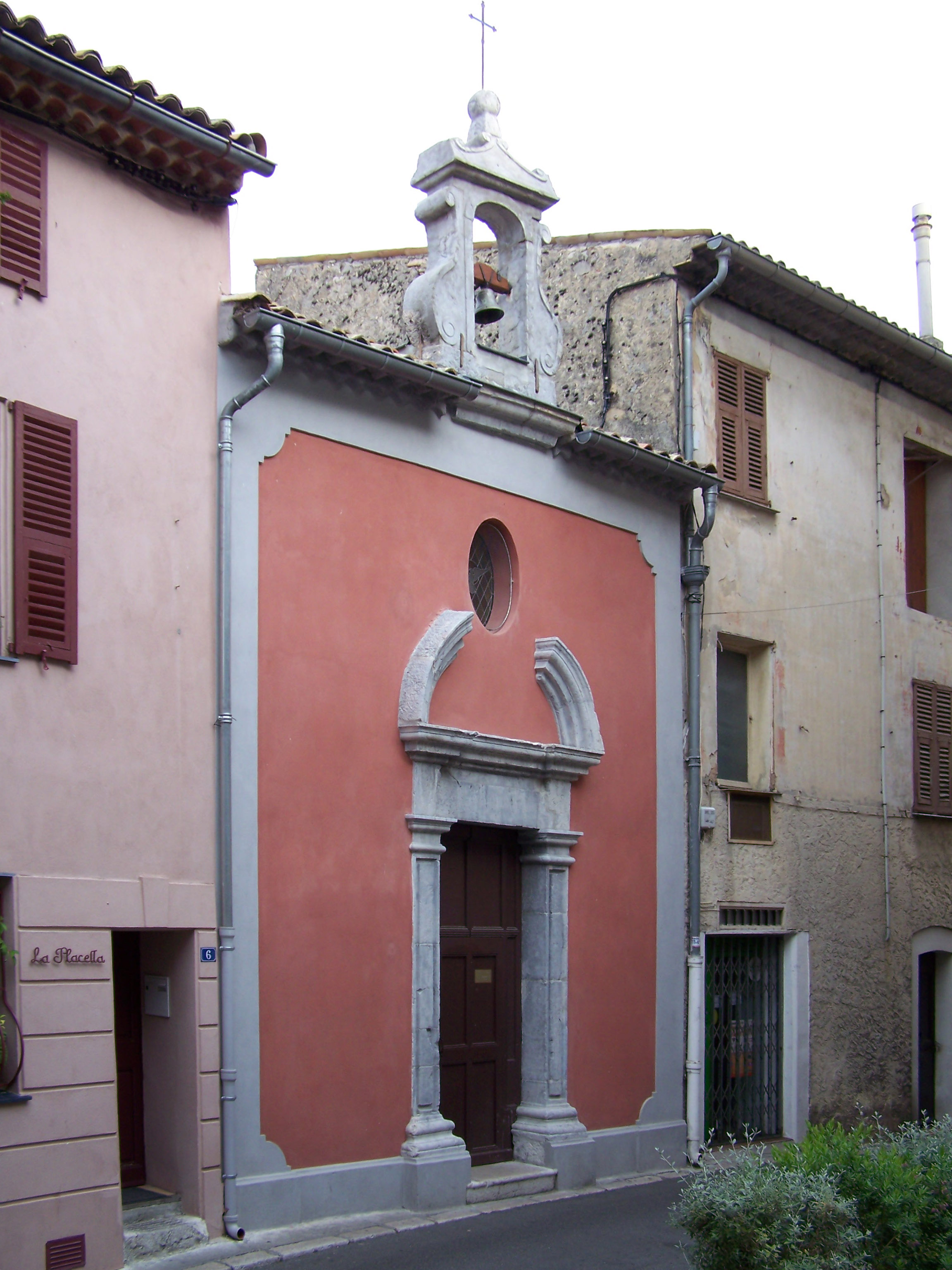
Kapelle der Pénitents noirs

- Außerhalb
  - Der Peira tourgnola (pierre tournante), ein mehrere Meter hoher Stein am Weg nach Albarea
  - Kapelle Saint-Antoine-de-Siga
  - Kapelle Sainte-Claire
  - Kapelle Sainte-Pétronille
  - Kapelle Saint-Joseph
  - Kapelle Saint-Michel
  - die ehemalige Kommanderie der Tempelritter von Notre-Dame-des-Prés

Siehe auch: Liste der Monuments historiques in Levens

## Persönlichkeiten
- Pierre Giletta (1568–1650), Professor für Theologie in Nizza, Autor einer katholischen Déclaration de foi gegen die Calvinisten.
- François Malausséna (1814–1882), Bürgermeister von Nizza, Präsident des Conseil général von Alpes-Maritimes.
- Jean-Baptiste Gilletta (1856–1933), Bauernsohn, berühmter Fotograf der Côte d’Azur.
- Frédéric Maurandi (1863–1943), Autor der Annales de Levens (1931).